# 'A verità
'A verità è il secondo album in studio del rapper italiano Rocco Hunt, pubblicato il 25 marzo 2014 dalla Sony Music.

## Il disco
'A verità  è stato anticipato dal singolo Nu juorno buono, con il quale il rapper salernitano ha vinto il Festival di Sanremo 2014 nella sezione Nuove Proposte, e presenta varie collaborazioni con molti rapper, tra cui Clementino, Noyz Narcos ed Ensi, ma anche cantautori e gruppi musicali, come Eros Ramazzotti, Enzo Avitabile e i Tiromancino.

### Riedizione
Il 15 ottobre 2014 Rocco Hunt ha annunciato una riedizione dell'album, denominata 'A verità 2.0 e pubblicata il 4 novembre dello stesso anno. Rispetto alla versione standard, la riedizione conterrà un DVD intitolato 'A verità 2.0 Documentary, che racchiude alcuni concerti con i relativi dietro le quinte più alcune interviste. Per questa riedizione è stata commercializzata anche una versione speciale denominata "Gold Edition", la quale contiene un secondo CD che racchiude 11 brani, tra cui Ho scelto me, pubblicato come singolo il 17 ottobre.

## Tracce
1. Senza chances (feat. Emiliano Pepe) – 3:37
2. Ce magnamm (feat. Clementino) – 4:56
3. Nu juorno buono – 3:13
4. 'A verità (feat. Enzo Avitabile) – 4:37
5. Giovane disorientato – 2:42
6. Na vota ancora – 3:13
7. Tutto resta – 2:41
8. Vieni con me – 3:37
9. Devo parlare (feat. Noyz Narcos) – 3:14
10. RH Staff (feat. Nazo e Zoa) – 3:30
11. Replay – 3:23
12. Come una cometa (feat. Tiromancino) – 3:23
13. Credi (feat. Eros Ramazzotti) – 3:38
14. The Show (feat. Gemitaiz, MadMan e Nitro) – 3:46
15. Die Young (feat. Ensi) – 3:45
16. Nun rimpiango niente – 3:13

Tracce bonus
1. 'A voce de guagliune – 3:09
2. Nun è fernut' – 3:39
3. Senza musica (feat. Kiave e Johnny Marsiglia) – 4:55 – solo nella versione di iTunes[5]

### 'A verità 2.0
- CD 1

1. Senza chances (feat. Emiliano Pepe) – 3:38
2. Ce magnamm (feat. Clementino) – 4:56
3. Nu juorno buono – 3:14
4. 'A verità (feat. Enzo Avitabile) – 4:37
5. Giovane disorientato – 2:42
6. Na vota ancora – 3:12
7. Tutto resta – 2:41
8. Vieni con me – 3:36
9. Devo parlare (feat. Noyz Narcos) – 3:14
10. RH Staff (feat. Nazo e Zoa) – 3:30
11. Replay – 3:24
12. Come una cometa (feat. Tiromancino) – 3:22
13. Credi (feat. Eros Ramazzotti) – 3:37
14. The Show (feat. Gemitaiz, MadMan e Nitro) – 3:45
15. Die Young (feat. Ensi) – 3:45
16. Nun rimpiango niente – 3:13
17. 'A voce de guagliune – 3:09
18. Nun è fernut' – 3:41

- CD 2

1. Il sole tra i palazzi – 3:15
2. Ho scelto me – 3:35
3. Lyrical Mystery (feat. Clementino e R.A. The Rugged Man) – 4:36
4. Sul pe me stess pt. 2 – 2:12
5. 'Na sposa creatura – 3:08
6. Giovane disorientato 2.0 (feat. Gué Pequeno) – 2:44
7. Replay 2.0 (feat. Alessandro Casillo) – 3:26
8. Come hanno fatto tutti 2.0 – 3:36
9. Pane e rap – 4:13
10. Senza musica (feat. Kiave e Johnny Marsiglia) – 4:53
11. Nu juorno buono (Sanremo Version) – 3:18

- DVD

1. 'A verità Documentary – 26:43

## Classifiche

### 'A verità
| Classifica (2014) | Posizione massima |
| ----------------- | ----------------- |
| Italia            | 1                 |

### 'A verità 2.0
| Classifica (2014) | Posizione massima |
| ----------------- | ----------------- |
| Italia            | 5                 |